# Dieter Delle Karth
Dieter Delle Karth (ur. 30 marca 1944 w Seefeld in Tirol) – austriacki bobsleista, olimpijczyk.

## Kariera
Wystąpił na igrzyskach olimpijskich w 1976 w Innsbrucku, gdzie był szósty w konkurencji dwójek. Jego partnerem był Franz Köfel.
Jego bracia Dieter i Walter także byli bobsleistami, a ojciec Walter olimpijczykiem z 1936 w kombinacji norweskiej.